# Gustav Lindau
Pour les articles homonymes, voir Lindau (homonymie).
Gustav Lindau est un botaniste et un mycologue allemand, né en 1866 et mort en 1923.

## Biographie
Il étudie l’histoire naturelle à Heidelberg et à Berlin où il a notamment comme condisciple Simon Schwendener (1829-1919). En 1888, il obtient son doctorat avec une thèse sur l’utilisation médicinale des lichens. En 1890, il devient l’assistant de Julius Oscar Brefeld (1839-1925) à Münster.
En 1892, il revient à Berlin où il devient assistant au Jardin botanique. En 1894, il est privatdozent au département de philosophie de Berlin, puis, en 1902, professeur.
Gustav Lindau est le premier descripteur du genre Eidamia en 1904, de la division des Ascomycota, qu'il nomme en 1904 en l'honneur du botaniste et mycologue Eduard Eidam (de)

## Publications (sélection)
- Gustav Lindau et Paul Sydow (de) Thesaurus litteraturae mycologicae et lichenologicae. (1908–1917, 5 Volumes)